# Contea di Wood (Ohio)
La contea di Wood (in inglese Wood County) è una contea dello Stato dell'Ohio, negli Stati Uniti. La popolazione al censimento del 2000 era di 121 065 abitanti. Il capoluogo di contea è Bowling Green.